# Allopauropus littoralis
Allopauropus littoralis är en mångfotingart som beskrevs av Bagnall 1935. Allopauropus littoralis ingår i släktet småfåfotingar, och familjen fåfotingar. Inga underarter finns listade i Catalogue of Life.